# Meškovův dům
Meškovův dům (rusky Дом Мешкова), známý též jako Meškovův zámek, je historická budova v Permu, centru Permského kraje v Rusku. Budova byla postavena v letech 1887 až 1889 a během své historie sloužila k mnoha účelům. K roku 2020 je sídlem hlavní pobočky Permského regionálního muzea.

## Popis
Objekt se nachází na břehu řeky Kamy v místech, kde předtím stávalo více budov. První z budov byla postavena ve dvacátých letech 19. století. Později však vyhořela, a přesto, že byla rekonstruována, roku 1842 ji zachvátil požár znovu. Poté místo zůstalo několik desetiletí prázdné, a to až do roku 1877, kdy pozemek spolu s parcelami v jeho okolí dokoupil významný místní průmyslník Nikolaj Meškov, který byl roku 1875 jmenován do čela paroplavební společnosti. Následkem toho se rozhodl Perm zvelebit. Kromě nákupu nemovitostí průmyslník Meškov také financoval stavbu několika veřejných budov ve městě a postavil přepravní mola naproti domu.
S obnovou budovy začal Meškov v roce 1887 a pro stavbu oslovil významného permského architekta A. B. Turčeviče. Turčevič přestavěl zámek ve stylu secese s klasicistním podtextem, přičemž dům ozdobil oblouky, korintskými kolonádami a balkony. V letech 1900 až 1901 zde byla domě byla  výstava děl malíře krajiny a kamenosochaře A.K.Denisova-Uralského, vystaveno bylo 48 jeho děl, včetně obrazu „Lesní požár“, vystaveného na sovětském velvyslanectví ve Spojených státech v roce 1983. Exteriér zámku byl dotvořen pomocí zdobených omítek. Protože Meškov v domě nepobýval trvale, využívaly části objektu pro své kancelářské prostory místní přepravní společnosti.
Zámek byl obsazen řadou různých nájemců, včetně těžební společnosti a místní samosprávy. Části budovy využívala rovněž lékařská škola Permské státní univerzity a hotel. Koncem 20. století však stavba začala chátrat. Restaurátorské práce na budově začaly v roce 2007, kdy sem bylo rozhodnuto o přestěhování hlavní pobočky Permského regionálního muzea. Dům je ruskou vládou klasifikován jako pomník urbanismu a architektury. 

### Rozložení budovy
Fasáda budovy je obrácena k nábřeží řeky Kamy, silueta budovy je jasná a výrazná. Zámek se skládá z hlavní budovy, dvoupodlažní hospodářské budovy a kůlny. Budova je obklopena třemi opěrnými zdmi.